# Evalvace (psychologie)
Evalvace v sociálním styku znamená projev úcty, vážnosti, respektu, pochopení a je opakem devalvace.
Lidské konání není z hlediska sociálních vztahů nikdy neutrální, vždy se někoho dotýká. Pomocí evalvace lze dosáhnout vytvoření dobrých vztahů mezi lidmi.
 Důležitý je tento komunikační přístup v pomáhajících sociálních profesích při jednání s klienty, pacienty. 

## Příklady evalvace
- zastání se člověka při neoprávněném obvinění či osočení (i za jeho nepřítomnosti)
- zasazení se o to, aby člověk dostal to, co si zaslouží v situaci, která není příznivá
- otevřené, upřímné jednání bez zatajování
- altruistické jednání ve prospěch jiného člověka
- schopnost odpustit chybu dané osobě bez připomínání této skutečnosti
- zájem o druhého člověka
- schopnost vytknutí chyby druhému člověku mezi čtyřma očima, ale nikdy před ostatními
- schopnost nedělat to, co by se mohlo nepříjemně dotknout nebo uškodit druhé osobě, ačkoli k tomu byla příležitost
- schopnost člověka udělat si čas pro druhého, i když je člověk zaneprázdněn

Výše uvedené příklady jsou vnímány velmi výrazně a kladně, daly by se charakterizovat přívlastky: laskavý, vstřícný, taktní, všímavý, uznalý, slušný, aj.
Další pozitivně přijímané způsoby jednání jsou např.:
- schopnost člověka odvést hovor k jinému tématu při možnosti vzniku konfliktu či hádky mezi ostatními osobami
- neskákání do řeči v rozhovoru, vyčkávání na konec proslovu a naslouchání
- povzbuzení v případě potřeby